# Wey (Einheit)
Wey war eine englische Masseneinheit für Wolle.
- 1 Wey = 1/24 Last = ½ Sack = 6 ½ Tods = 13 Stones/Stein = 26 Cloves = 82 545 Gramm

Als Zweitbegriff war es ein englisches Hohlmaß und Handelsgewicht, siehe Tun/Tonne.